# Altkirchen
Altkirchen település Németországban, azon belül Türingiában. Lakosainak száma 990 fő (2017. december 31.).

## Népesség
A település népességének változása:
| Lakosok száma | 1013 | 998  | 990  |
|               | 2015 | 2016 | 2017 |